# Sascha Brastoff
Sascha Brastoff (Cleveland, 23 de outubro de 1918 - Los Angeles, 4 de fevereiro de 1993) foi um artista estadunidense conhecido por suas contribuições em cerâmicas, design de joias, esculturas e outras formas de arte. Começou sua carreira como dançarino e coreógrafo antes de servir na Força Aérea dos EUA durante a Segunda Guerra Mundial.

## Infância e Formação
Sascha Brastoff, nascido como Samuel Brostofsky em 23 de outubro de 1918, em Cleveland, Ohio, foi um artista multifacetado e um ceramista renomado. Desde jovem, Brastoff demonstrou uma aptidão natural para as artes. Crescendo em uma família judia de imigrantes russos, ele foi incentivado a seguir seus talentos criativos. Estudou na Cleveland School of Art, onde começou a desenvolver suas habilidades artísticas.

## Primeiros passos na carreira
Brastoff mudou-se para Nova York na década de 1930, onde trabalhou como dançarino e ator no Radio City Music Hall. Durante a Segunda Guerra Mundial, ele serviu na Força Aérea dos Estados Unidos, onde desenhou e produziu shows de entretenimento para as tropas. Este período foi crucial para seu desenvolvimento como artista, permitindo-lhe combinar suas habilidades teatrais com suas inclinações artísticas.

## Ascensão à Fama
Após a guerra, Brastoff mudou-se para Los Angeles, onde começou a trabalhar como designer de vitrines na loja de departamentos Bullock's Wilshire. Sua criatividade chamou a atenção de celebridades e designers de Hollywood. Ele também teve participações como ator em alguns filmes. Uma das colaborações mais notáveis de Brastoff foi com a atriz e cantora Carmen Miranda com quem criou figurinos e acessórios para seis shows e filmes.
Ele logo abriu seu próprio estúdio em West Los Angeles, onde começou a criar cerâmicas, joias, esculturas e objetos decorativos.
Em 1947, fundou a Sascha Brastoff Products, Inc., que se tornou conhecida por suas cerâmicas únicas e de alta qualidade. Suas obras eram marcadas por um estilo distinto, muitas vezes inspiradas em temas mitológicos, naturais e abstratos. Brastoff utilizava técnicas inovadoras e materiais variados, o que lhe permitiu criar peças que eram ao mesmo tempo utilitárias e decorativas.

## Morte
Nos anos 1960, Brastoff começou a sofrer de problemas de saúde que eventualmente o forçaram a reduzir suas atividades artísticas. Em 1973, ele fechou sua fábrica de cerâmica, mas continuou a criar arte em uma escala menor. Mesmo com sua saúde debilitada, permaneceu ativo na comunidade artística até sua morte. Ele faleceu em 4 de fevereiro de 1993, em Los Angeles, Califórnia.

## Filmografia
- 1944: Winged Victory ... Carmen Miranda (como S/Sgt. Sascha Brastoff) (sem créditos)